# دراگوبوژده
دراگوبوژده (به صربی: Dragobužde) یک منطقهٔ مسکونی در صربستان است که در ناحیه پچینیا واقع شده‌است. دراگوبوژده ۴۹ نفر جمعیت دارد.